# Засульский сельсовет
Засульский сельсовет — упразднённая административная единица на территории Столбцовского района Минской области Белоруссии.

## Географическое положение
На территории сельсовета протекает река Сула — приток Немана, 76 км. Также имеются мелкие реки: Ливянка, Осиновка, Развага, Волка. Ливянка и Волка, сливаясь, впадают в Сулу возле деревни Новоселье.

## Транспортное сообщение
На территории сельсовета имеются автомобильные дороги — Н-8246 Ивенец — Рубежевичи — Столбцы, Н-9796 Засулье — Новоселье, Н-9777 Туленка — Яченка, Н-9824 Засулье — Березовка — Колосово, Н-9803 Заречье — Алешково, Н-9776 Засулье — Боханы.

## История
Засульский сельский Совет депутатов образован 12 октября 1940 года. Приостанавливал свою деятельность во время Великой Отечественной войны, которую возобновил 3 июля 1944 года. 1 июля 2013 года в результате реорганизации населённые пункты Засульского сельсовета были присоединены к Рубежевичскому сельсовету.

## Демография
На территории сельсовета проживало 1059 человек, насчитывалось 513 домохозяйств.

## Состав
Засульский сельсовет включал 13 населённых пунктов:
- Алешково — хутор.
- Варноугол — деревня.
- Гризовщина — деревня.
- Довнарщина — деревня.
- Ждановичи — деревня.
- Заречье — деревня.
- Засулье — агрогородок.
- Камейши — деревня.
- Новоселье — деревня.
- Рожанка — деревня.
- Сосенка — деревня.
- Татарщина — деревня.
- Ячёнка — деревня.

## Производственная сфера
- СПК «Каганец»
- 4 крестьянских (фермерских) хозяйства по производству сельскохозяйственной продукции: «Сула», «Михачи», «Яченка», «Новополье»
- СЗАО "Птицефабрика «Колос»

## Социально-культурная сфера
- УО «Засульская ГОСШ», УО «Засульский детский сад», Засульский сельский Дом культуры, Засульская сельская библиотека, филиал музыкальной школы.
- Медицинское обслуживание: Засульская врачебная амбулатория.

## Памятные места
- Мемориальный камень поэту Карусю Каганцу (Костровицкому Казимиру Карловичу) — белорусскому писателю, драматургу, переводчику, скульптору, художнику, который жил в деревне Засулье с 1874 по 1880 год
- Памятник 80 землякам, погибшим в годы Великой Отечественной войны, находящийся при въезде в деревню Засулье.